# Henri Van Innis
Pour les articles homonymes, voir Van Innis.
Henri-Marie Van Innis (Lede près d'Alost 3 novembre 1790 - Gand 27 mai 1864) est un membre du Congrès national de Belgique.

## Formation
Diplômé en 1813 à l'École de droit de Bruxelles.

## Carrière
Juge dès 1825 au tribunal de première instance de Gand.